# Làmina cribrosa
En anatomia humana, la làmina cribrosa o placa cribiforme, és una porció de l'os etmoide situada a la regió anterior de la base del crani a banda i banda de l'apòfisi òssia coneguda com a crista galli (cresta de gall). Deu el seu nom al fet que està perforada per nombrosos orificis a través dels quals passen a l'interior del crani els nervis olfactoris procedents de les fosses nasals que es dirigeixen al bulb olfactori en el cervell. La làmina cribrosa forma juntament amb la porció orbitària de l'os frontal i el os esfenoide el sòl de la fossa anterior de la base de crani.

## Patologia
Si la làmina cribrosa es fractura a conseqüència d'un traumatisme cranial, pot produir-se una fístula a través de la qual el líquid cefalorraquidi drena a la cavitat nasal (rinorrea de líquid cefalorraquidi). Aquest tipus de fístules pot provocar com a complicació una meningitis.